# Cobalt(II) nitrit
Cobalt(II) nitrit là một hợp chất vô cơ, một loại muối của coban và acid nitrơ có công thức Co(NO2)2, tinh thể đỏ nâu, nó tan ít trong nước.

## Điều chế
Phản ứng trao đổi giữa cobalt(II) nitrat và natri nitrit sẽ tạo kết tủa:
{\displaystyle {\mathsf {Co(NO_{3})_{2}+2NaNO_{2}\ \xrightarrow {} \ Co(NO_{2})_{2}\downarrow +2NaNO_{3}}}}

## Tính chất vật lý
Cobalt(II) nitrit tạo thành tinh thể đỏ nâu.
Hợp chất này tan ít trong nước.

## Hợp chất khác
Co(NO2)2 còn tạo một số hợp chất với NH3, như:
- Co(NO2)2·2NH3 – chất rắn nâu đen;
- Co(NO2)2·4NH3 – chất rắn vàng nâu (D25 ℃ = 1,814 g/cm³);
- Co(NO2)2·6NH3 – chất rắn cam nhạt (D25 ℃ = 1,41 g/cm³).[2]

Co(NO2)2 còn tạo một số hợp chất với N2H4, như 2Co(NO2)2·3N2H4 là chất rắn màu đỏ.